# فهرست پروتکل‌های شبکه
مقاله زیر شامل فهرست پروتکل‌های شبکه در فرمت‌های مختلف است.

## زیرمجموعه ها
- قرارداد اینترنت - TCP/IPS
- پوسته امن / SSh / Secure shell
- اف‌تی‌پی / قرارداد انتقال پرونده / FTP
- قرارداد ساده نامه‌رسانی / SMTP
- شبکه راه دور / Telnet
- پروتکل انتقال ابرمتن / HTTP
- پروتکل امن انتقال ابرمتن / HTTPS
- اف تی پی اس / FTPS
- لایهٔ سوکت‌های امن
- قراردادهای بلوتوث / Bluetooth
- قراردادهای شبکه کانال فیبری
- قراردادهای او.اس.آی / OSI
- قراردادهای مسیریابی
- قراردادهای آی.پی / IP
- قرارداد یاهو / YAHOO
- قرارداد آر.تی.پی.اس / RTPS